# しあわせの村出入口

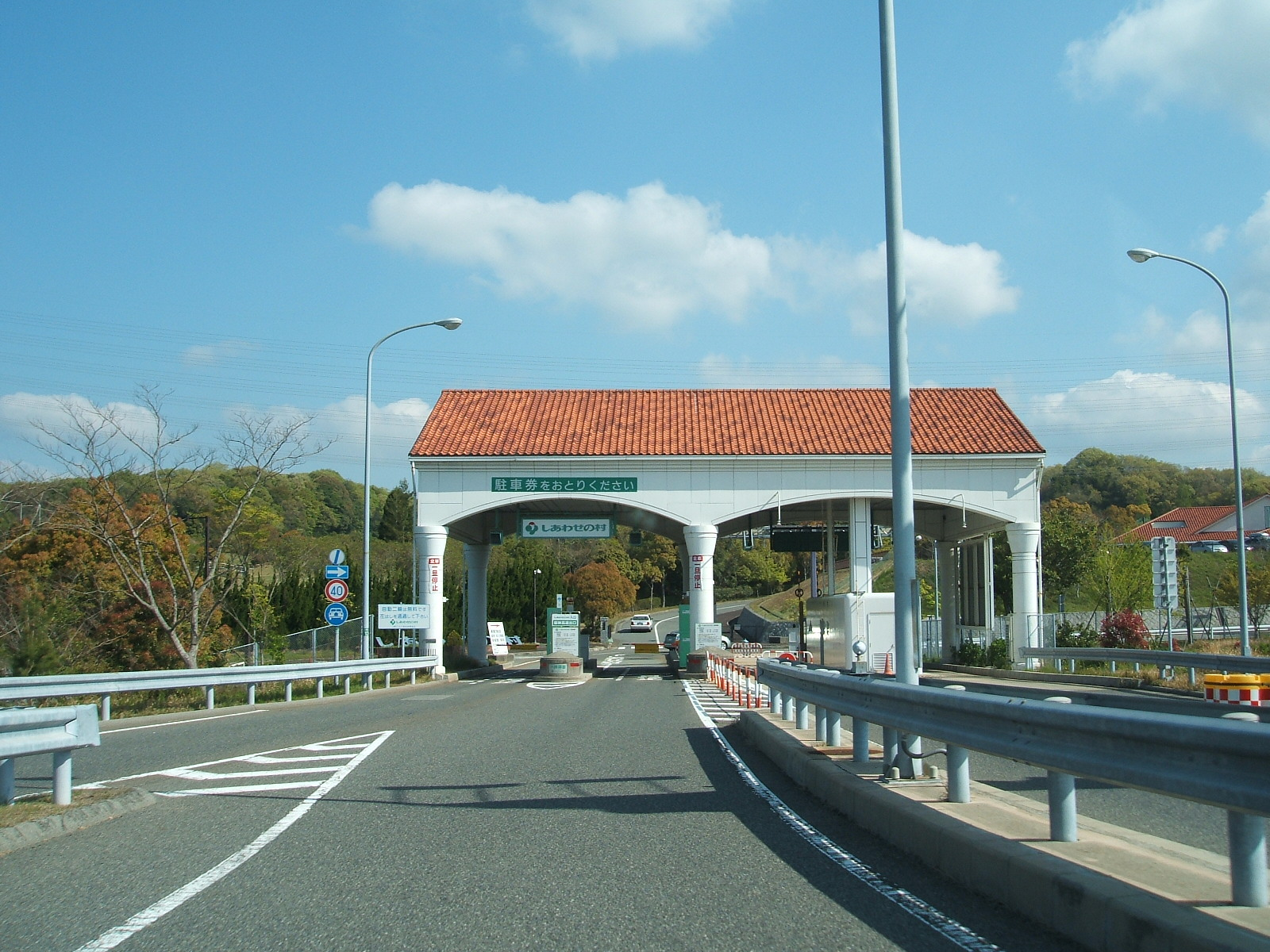
しあわせの村出入口ゲート

しあわせの村出入口（しあわせのむらでいりぐち）は、兵庫県神戸市の須磨区と北区にまたがる丘陵に造られている阪神高速道路7号北神戸線の出入口。
白川PAに隣接している。

## 概要
出入口自体がしあわせの村に直結しているため、高速から出場する場合はしあわせの村の駐車券を取ることになる。したがって、高速流入の場合はしあわせの村の駐車料金と高速料金を同時に精算する必要がある。阪神高速の通行料金は現金またはETCカードの利用が可能だが、駐車場料金は現金または駐車場回数券での支払いとなるため、ETCレーンによるノンストップ精算はできない。なお、駐車場は1時間以内に流出した場合、または18時以降に入場して当日中に流出した場合は無料となる。
また、他のゲートを経由すれば一般道との間の通行も可能であり、北口ゲートと阪神高速ゲート間は24時間通行可能となっている。

## 道路
- 阪神高速7号北神戸線(7-07)

## 料金所

### しあわせの村料金所
- ブース数：4

### 入口
- ブース数：2
  - 一般：2

### 出口
- ブース数：2　（しあわせの村駐車券発券）

## 接続する道路
- 兵庫県道16号明石神戸宝塚線（北口ゲート経由による間接接続）
- 神戸市道長田箕谷線（北口ゲートまたは南口ゲート経由による間接接続）

## 周辺
- しあわせの村
- あいな里山公園
- 神戸拘置所

## 隣
阪神高速7号北神戸線
(7-06)布施畑東出入口 - 白川JCT - (7-07)しあわせの村出入口/白川PA - (7-08)藍那出入口